# Сант'Ана (Асти)
Сант'Ана је насеље у Италији у округу Асти, региону Пијемонт.
Према процени из 2011. у насељу је живело 198 становника. Насеље се налази на надморској висини од 193 м.